# 트루 릴리젼
트루 릴리젼 브랜드 진 (True Religion Brand Jeans)는 제프 루벨 (Jeff Lubell) 과 킴 골드 (Kym Gold)에 의해 2002년 4월에 설립된 미국의 의류 회사이다.

## 개요
트루 릴리젼 청바지는 프리미엄 데님을 사용하는데, 그 중 일부는 미국에서 만들어진다. 2009년, 트루 릴리젼은 6개 대륙 50개국의 약 900개의 부티크와 전문점에서 판매되었다.
2005년 캘리포니아주 맨해튼 비치에 문을 열었다. 본 모어 (Von Maur), 노드스트롬 (Nordstrom), 블루밍데일스 (Bloomingdales), 삭스 5번가 (Saks Fifth Avenue)를 포함한 주요 백화점에서도 제품이 판매되었다. 2017년 파산 신청 후, 브랜드는 일부 매장을 폐쇄했다.

## 2013년 타워브룩(Towerbrook) 인수
트루 릴리젼은 2013년 5월 10일 타워브룩 캐피털 파트너스에 의해 인수되었다. 이 인수는 2012년 10월 9일 주주들에게 진종교의 주가에 52%의 프리미엄을 제공했다. 이 주식은 2011년 크리스마스 전 판매 부진으로 인해 2012년 10월 9일까지 40% 하락했으며, 트루 릴리젼의 고가 청바지를 구매할 의사가 있는 쇼핑객의 수가 줄어들고 있다는 우려로 인해 2012년 10월 9일까지 하락했었다.포브스는 또한 지난 3년 동안 진정한 종교의 주식은 11.6% 상승하는 데 그친 반면, 동등한 사치품 회사인 VF Corporation, Ralph Lauren Corporation, PVH Corporation의 주식은 각각 2배 이상 상승했다고 언급했다.인수 전, 트루 릴리젼은 TRLG라는 기호로 나스닥에서 거래되었다.

## 파산
2017년 7월 5일, 트루 릴리젼은 5억 3,470만 달러의 부채를 가지고 있지만 2억 4,330만 달러의 자산만을 가지고 있다는 것을 인정한 후 파산 보호를 신청했다.
이 신청의 결과로, 트루 리오니 (True Riolny)는 또한 미국 내 27개 점포의 폐쇄를 발표했다.
2020년 4월, 트루 릴리젼은 다시 파산을 신청했다.

## 같이 보기
- 소매 종말론